# Cupa Bosniei și Herțegovinei
Cupa Bosniei și Herțegovinei (în bosniacă Kup Bosne i Hercegovine) este principala competiție fotbalistică eliminatorie de cupă națională din Bosnia și Herțegovina, organizată și gestionată de Federația Bosniei și Herțegovinei. Ea a fost fondată în 1999 și se desfășoară anual. Până în 1999 în țară aveau loc trei turnee de cupă separate, organizate de fiecare entitate etnică în parte.

## Finalele cupei
| Sezon      | Câștigător                                        | Scor                                              | Finalist                                          |
| ---------- | ------------------------------------------------- | ------------------------------------------------- | ------------------------------------------------- |
| 1997–1998  | Sarajevo                                          | 0 – 0, 1 – 0 Agg. 1 – 0                           | Orašje                                            |
| 1998–1999  | Trei cupe diferite s-au jucat                     | Trei cupe diferite s-au jucat                     | Trei cupe diferite s-au jucat                     |
| 1999–2000* | Dintr-o grupă de 3 echipe, Željezničar a câștigat | Dintr-o grupă de 3 echipe, Željezničar a câștigat | Dintr-o grupă de 3 echipe, Željezničar a câștigat |
| 2000–2001  | Željezničar                                       | 3 – 2                                             | Sarajevo                                          |
| 2001–2002  | Sarajevo                                          | 2 – 1                                             | Željezničar                                       |
| 2002–2003  | Željezničar                                       | 0 – 0, 2 – 0 Agg. 2 – 0                           | Leotar                                            |
| 2003–2004  | Modriča Maxima                                    | 1 – 1 p.k. 4 – 2                                  | Borac                                             |
| 2004–2005  | Sarajevo                                          | 1 – 0, 1 – 1 Agg. 2 – 1                           | Široki Brijeg                                     |
| 2005–2006  | Orašje                                            | 0 – 0, 3 – 0 Agg. 3 – 0                           | Široki Brijeg                                     |
| 2006–2007  | Široki Brijeg                                     | 1 – 1, 1 – 0 Agg. 2 – 1                           | Slavija                                           |
| 2007–2008  | Zrinjski                                          | 1 – 2, 2 – 1 Agg. 3 – 3, p.k. 3 – 1               | Sloboda                                           |
| 2008–2009  | Slavija                                           | 0 – 2, 2 – 0 Agg. 2 – 2, p.k. 4 – 3               | Sloboda                                           |
| 2009–2010  | Borac                                             | 1 – 1, 2 – 2 Agg. 3 – 3 a                         | Željezničar                                       |
| 2010–2011  | Željezničar                                       | 1 – 0, 3 – 0 Agg. 4 – 0                           | Čelik                                             |
| 2011–2012  | Željezničar                                       | 1 – 0, 0 – 0 Agg. 1 – 0                           | Široki Brijeg                                     |
| 2012–2013  | Široki Brijeg                                     | 1 – 1, 1 – 1 Agg. 2 – 2, p.k. 5 – 4               | Željezničar                                       |
| 2013–2014  |                                                   | Agg.                                              |                                                   |

## Performanță după club
| Club                | Trofee | Anii trofeelor               |
| ------------------- | ------ | ---------------------------- |
| FK Željezničar      | 5      | 2000, 2001, 2003, 2011, 2012 |
| FK Sarajevo         | 3      | 1998, 2002, 2005             |
| NK Široki Brijeg    | 2      | 2007, 2013                   |
| HNK Orašje          | 1      | 2006                         |
| FK Modriča Maxima   | 1      | 2004                         |
| HŠK Zrinjski Mostar | 1      | 2008                         |
| FK Slavija          | 1      | 2009                         |
| FK Borac Banja Luka | 1      | 2010                         |

## Trofee după oraș
| Oraș             | Trofee | Cluburi câștigătoare                |
| ---------------- | ------ | ----------------------------------- |
| Sarajevo         | 8      | FK Željezničar (5), FK Sarajevo (3) |
| Široki Brijeg    | 2      | NK Široki Brijeg (2)                |
| Mostar           | 1      | HŠK Zrinjski Mostar (1)             |
| Istočno Sarajevo | 1      | FK Slavija (1)                      |
| Modriča          | 1      | FK Modriča Maxima (1)               |
| Orašje           | 1      | HNK Orašje (1)                      |
| Banja Luka       | 1      | FK Borac Banja Luka (1)             |